# Nouvelair
Nouvelair Tunisie er et flyselskab fra Tunesien. Selskabet er ejet af Aziz Milad, og har hub og hovedkontor på Monastir – Habib Bourguiba International Airport ved byen Monastir. Selskabet blev etableret i 1989 under navnet
Air Liberté Tunisie, og første flyvning fandt sted 21. marts 1990.
Nouvelair fløj i november 2011 til en lang række destinationer. Selskabet er udover ruteflyvning også storleverandør af charterflyvninger imellem europæiske lufthavne og tunesiske rejsemål, for en lang række europæiske rejsearrangører. Flyflåden bestod af 12 fly med en gennemsnitsalder på 12.6 år. Heraf var der 10 eksemplarer af Airbus A320-200 med 177 siddepladser og 2 af typen Airbus A321-200 med kapacitet til 215 passagerer.